# Víctor Cabedo
Víctor Cabedo (Onda, Província de Castellón, 15 de junho de 1989 — Almedíjar, Província de Castellón, 19 de setembro de 2012) foi um ciclista profissional espanhol que acabou a sua carreira na equipa Euskaltel-Euskadi.
Estreou como profissional na equipa Orbea Continental em 2011, onde rapidamente se destacou, ficando em quinto lugar na Klasika Primavera e sobre tudo a vitória na quarta etapa da Vuelta a Asturias, com meta em Oviedo. Para além disso, pouco tempo depois foi 9º, 8º ficando atrás de Alberto Contador devido ao Caso Contador, no Campeonato da Espanha de Ciclismo em Estrada, ficando em primeiro na categoria de equipas não UCI ProTour.
Em 2012 passou para a equipa UCI ProTour (máxima categoria) do Euskaltel-Euskadi.
Faleceu no dia 19 de setembro de 2012, atropelado por um automóvel enquanto treinava. na estrada CV-200 que liga  Almedíjar a Onda província de Castelló Na Comunidade Valenciana.

## Palmares
- 2011 1 etapa na Vuelta a Asturias

- 2010 Vencedor Memorial Valenciaga Sub23

- 2005 1º no Campeonato Nacional, Ciclo-Cross,Cadetes, Espanha

- 2006 1º na 3ª etapa parte b Vuelta Caja Cantabria al Besaya (J), (Vuelta al Besaya, Juniores), España.

- 2007 1º  na 4ª etapa parte a Vuelta Caja Cantabria al Besaya (J), (Vuelta al Besaya, Juniores)

- 2007 1º  Clasificação Geral Final Vuelta Ciclista Vegas de Granada, Juniores, España.

- 2009 1º na 5ª etapa Vuelta a Palencia, Frómista (Castilla y Leon), España.

- 2010 1º na Soraluzeko Saria, (Soraluze), Soraluze (Pais Vasco), España.

Equipas
| 2008 |  |  |  | Saunier Duval - Scott NT (España) |
| 2009 |  |  |  | Seguros Bilbao (España)           |
| 2010 |  |  |  | Seguros Bilbao (España)           |
| 2011 |  |  |  | Orbea (España)                    |
| 2012 |  |  |  | Euskaltel - Euskadi (España)      |